# Gabriel Janowski
Gabriel Janowski (ur. 22 kwietnia 1947 w Konstantowie) – polski polityk ruchu ludowego, doktor nauk rolniczych, nauczyciel akademicki, działacz opozycji w PRL, senator I kadencji, poseł na Sejm I, III i IV kadencji, od 1991 do 1993 minister rolnictwa i gospodarki żywnościowej w rządach Jana Olszewskiego i Hanny Suchockiej, w latach 1992–1999 przewodniczący Polskiego Stronnictwa Ludowego – Porozumienia Ludowego, od 2001 do 2014 Przymierza dla Polski, a w latach 2019–2020 Jedności Narodu.

## Życiorys

### Działalność do 1989
W trakcie studiów za udział w zorganizowaniu protestów w czasie wydarzeń marcowych 1968 w Szkole Głównej Gospodarstwa Wiejskiego został relegowany z tej uczelni i skierowany do kompanii karnej. Uniknął wcielenia do wojska, ukrywając się przez kilka tygodni. Studia ostatecznie ukończył na Wydziale Ogrodniczym SGGW w 1970, tam też obronił doktorat. Następnie został wykładowcą na tej uczelni. W 1980 powołał opozycyjny wobec władzy państwowej Związek Zawodowy Producentów Rolnych, w marcu 1981 został jednym z liderów NSZZ Rolników Indywidualnych „Solidarność”.
Po wprowadzeniu stanu wojennego został 13 grudnia 1981 aresztowany i internowany w więzieniu na Białołęce, skąd w sierpniu 1982 przeniesiono go do obozu internowania w Strzebielinku. Przebywał tam do 18 listopada 1982. W 1983 był współzałożycielem Duszpasterstwa Rolników. Działał również w Warszawskim Towarzystwie Gospodarczym, którego wiceprzewodniczącym został w 1986.

### Działalność publiczna w III RP
W 1989 uczestniczył w obradach podstolików Okrągłego Stołu. W tym samym roku został wiceprzewodniczącym Tymczasowej Krajowej Rady reaktywowanego NSZZ RI „Solidarność”, a następnie przewodniczącym rady krajowej, funkcję tę pełnił do 1992.
W latach 1989–1991 z ramienia Komitetu Obywatelskiego sprawował mandat senatora z województwa siedleckiego. Zasiadał wówczas w Komisji Gospodarki Narodowej, Komisji Rolnictwa i Komisji Ustawodawstwa Gospodarczego.
Od 1991 do 1993 był posłem na Sejm z okręgu bialskopodlasko-siedleckiego. W wyborach parlamentarnych z 1991 uzyskał 49 106 głosów. Pełnił również od 23 grudnia 1991 do 8 kwietnia 1993 funkcję ministra rolnictwa i gospodarki żywnościowej w rządach Jana Olszewskiego i Hanny Suchockiej. W latach 1992–1999 był prezesem powstałej na bazie komitetu wyborczego PL i środowisk związkowych Polskiego Stronnictwa Ludowego – Porozumienia Ludowego. W 1993 razem ze swoim ugrupowaniem znalazł się poza parlamentem. W 1996 został przewodniczącym rady politycznej Porozumienia Konserwatywno-Ludowego „Chadecja” (krótko działającego sojuszu PSL-PL, KK i PChD).
W 1997 po czteroletniej przerwie powrócił do Sejmu; został wówczas liczbą 22 620 głosów wybrany na posła z listy Akcji Wyborczej Solidarność, z której odszedł w trakcie kadencji. W kwietniu 2001 założył nowe niewielkie ugrupowanie polityczne pod nazwą Przymierze dla Polski, którego działacze w kolejnych wyborach kandydowali z list Ligi Polskich Rodzin. W tych wyborach po raz trzeci uzyskał liczbą 21 651 głosów mandat poselski w okręgu siedleckim. 19 października 2001 bez powodzenia ubiegał się o stanowisko wicemarszałka Sejmu z ramienia LPR (otrzymał 115 głosów). Pełnił funkcję wiceprzewodniczącego klubu parlamentarnego tej partii. 20 grudnia 2002 wystąpił z klubu LPR. W trakcie tej kadencji zasiadał w Komisji Europejskiej i Komisji Skarbu Państwa. Jako poseł sprzeciwiał się prywatyzacji polskich cukrowni, sektora bankowego, energetycznego oraz PZU.
16 stycznia 2000 przed debatą na temat odwołania ministra skarbu państwa Emila Wąsacza na korytarzu sejmowym – jak określił to jego rzecznik prasowy – „zachowywał się ekscentrycznie”. Według depeszy PAP wykonał m.in. dziesięć skoków w miejscu, głośno je licząc, całował po rękach kobiety i mężczyzn, niektóre osoby klepał po ramieniu. Gabriel Janowski twierdził, że było to spowodowane środkami odurzającymi podanymi mu jako rzekome środki wzmacniające przez lekarza Zygmunta Hortmanowicza, który następnie w takim stanie zaciągnął go przed kamery do Sali Kolumnowej. W ramach protestu przeciwko polityce prywatyzacyjnej ministra skarbu państwa Wiesława Kaczmarka okupował mównicę Sejmu, próbował wygłaszać przemówienia niezgodne z ustalonym porządkiem obrad, a 20 grudnia 2002 zostawił na mównicy woreczek, mówiąc, że jest to „wąglik, rózgi na prezydenta i premiera, lista z nazwiskami zdrajców ojczyzny i setki listów od osób z informacjami o rozkradaniu majątku narodowego”.
W 2005 jako przewodniczący Przymierza dla Polski był współtwórcą Ruchu Patriotycznego i został szefem jego sztabu wyborczego. 13 września 2005 stanął na czele trzyosobowego koła poselskiego Ruch Patriotyczny. W tym samym roku próbował również wystartować w wyborach prezydenckich, jednak nie zdołał zebrać wymaganych 100 tys. podpisów. Nie został też ponownie wybrany do Sejmu. W 2007 bez powodzenia kandydował w przedterminowych wyborach parlamentarnych z ramienia PdP do Senatu, a w 2009 bezskutecznie ubiegał się o mandat w Parlamencie Europejskim z listy Prawa i Sprawiedliwości w okręgu mazowieckim (otrzymał 20 907 głosów).
W 2010 ogłosił swój start w przedterminowych wyborach prezydenckich, jednak nie zebrał wymaganej do rejestracji liczby podpisów, poparł następnie Kornela Morawieckiego. W wyborach samorządowych w 2010 bez powodzenia ubiegał się o mandat radnego Sejmiku Województwa Mazowieckiego z ramienia Krajowej Wspólnoty Samorządowej.
W wyborach parlamentarnych w 2011 również bezskutecznie kandydował do Senatu z ramienia PdP w okręgu ostrołęckim, otrzymując 13 809 głosów (tj. 10,4%). Jego partia została wykreślona z ewidencji 29 maja 2014. W wyborach do Parlamentu Europejskiego w 2019 znalazł się na ostatnim miejscu jedynej zarejestrowanej listy Jedności Narodu. Następnie przystąpił do tej partii i został jej prezesem, pełniąc tę funkcję do 2020. W 2023 wystartował do Senatu z ramienia Zjednoczenia Chrześcijańskich Rodzin. W 2024 był natomiast kandydatem PiS w kolejnych wyborach europejskich.

## Wyniki w wyborach ogólnopolskich
| Wybory | Komitet wyborczy | Komitet wyborczy                     | Organ                             | Okręg             | Wynik            |
| ------ | ---------------- | ------------------------------------ | --------------------------------- | ----------------- | ---------------- |
| 1989   |                  | Komitet Obywatelski „Solidarność”    | Senat I kadencji                  | woj. siedleckie   | 140 032 (61,13%) |
| 1991   |                  | Porozumienie Ludowe                  | Sejm I kadencji                   | nr 26             | 49 106 (19,72%)  |
| 1993   | Sejm II kadencji | Porozumienie Ludowe                  | nr 39                             | 15 092 (7,09%)    |                  |
| 1997   |                  | Akcja Wyborcza Solidarność           | nr 39                             | Sejm III kadencji | 22 620 (11,12%)  |
| 2001   |                  | Liga Polskich Rodzin                 | Sejm IV kadencji                  | nr 18             | 21 651 (6,78%)   |
| 2005   |                  | Ruch Patriotyczny                    | Sejm V kadencji                   | nr 18             | 3061 (1,03%)     |
| 2007   |                  | Przymierze dla Polski                | Senat VII kadencji                | nr 17             | 22 495 (6,11%)   |
| 2009   |                  | Prawo i Sprawiedliwość               | Parlament Europejski VII kadencji | nr 5              | 20 907 (5,39%)   |
| 2011   |                  | Przymierze dla Polski                | Senat VIII kadencji               | nr 46             | 13 809 (10,44%)  |
| 2019   |                  | Jedność Narodu                       | Parlament Europejski IX kadencji  | nr 5              | 388 (0,05%)      |
| 2023   |                  | Zjednoczenie Chrześcijańskich Rodzin | Senat XI kadencji                 | nr 39             | 18 539 (10,87%)  |
| 2024   |                  | Prawo i Sprawiedliwość               | Parlament Europejski X kadencji   | nr 5              | 9055 (1,26%)     |

## Odznaczenia
- Krzyż Komandorski Orderu Odrodzenia Polski (2014)[25]